# Viennetta
Viennetta est la marque commerciale d'une confiserie glacée industrielle d’origine britannique fabriquée par Unilever. 
Ce produit alimentaire est décliné en plusieurs arômes comme « Biscuit caramel », « Double chocolat » ou « Vanille Cacao craquant ».

## Historique

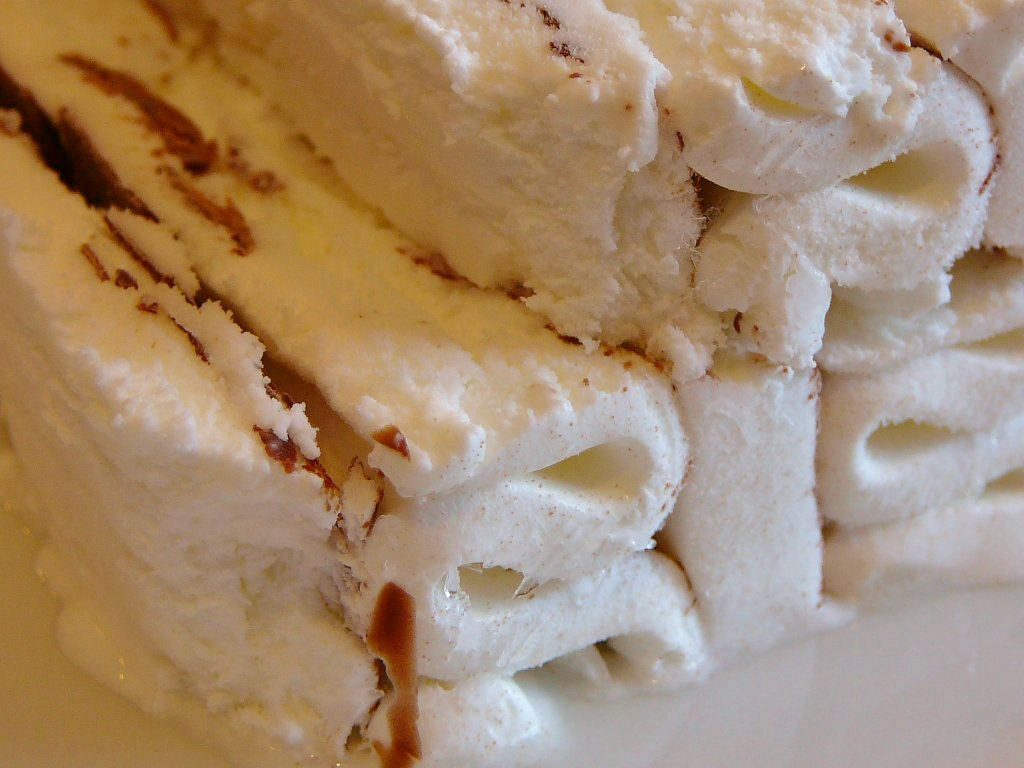
Détail de la confiserie.

La marque Viennetta a été lancé en 1982 par la société britannique de crème glacée Wall's, associé de Lusso en Suisse. 
Selon une technique mise au point par Kevin Hillman, responsable du développement à l’usine de Gloucester, et Ian Butcher, qui s’inspire d’un millefeuille dans le livre de cuisine offert à son épouse pour Noël, cette confiserie glacée est réalisée en mettant de la crème glacée couverte de fines couches de chocolat à la place de la pâte, de la crème et de la confiture.
A l’origine, la Viennetta était une recette italienne à base de couches de crème glacée à la vanille, alternées avec des couches de succédané de chocolat. Les couches de crème glacée étaient extrudées une par une sur des plateaux reposant sur des tapis roulants. Le taux d’extrusion était supérieur à la vitesse de la bande, ce qui provoqua la formation des festons qui sont devenus la marque de fabrique de ce produit. Chaque couche étant extrudée à une vitesse différente de la couche précédente, l'effet final produit une série d'ondulations qui donnent un effet accordéon à la crème glacée.

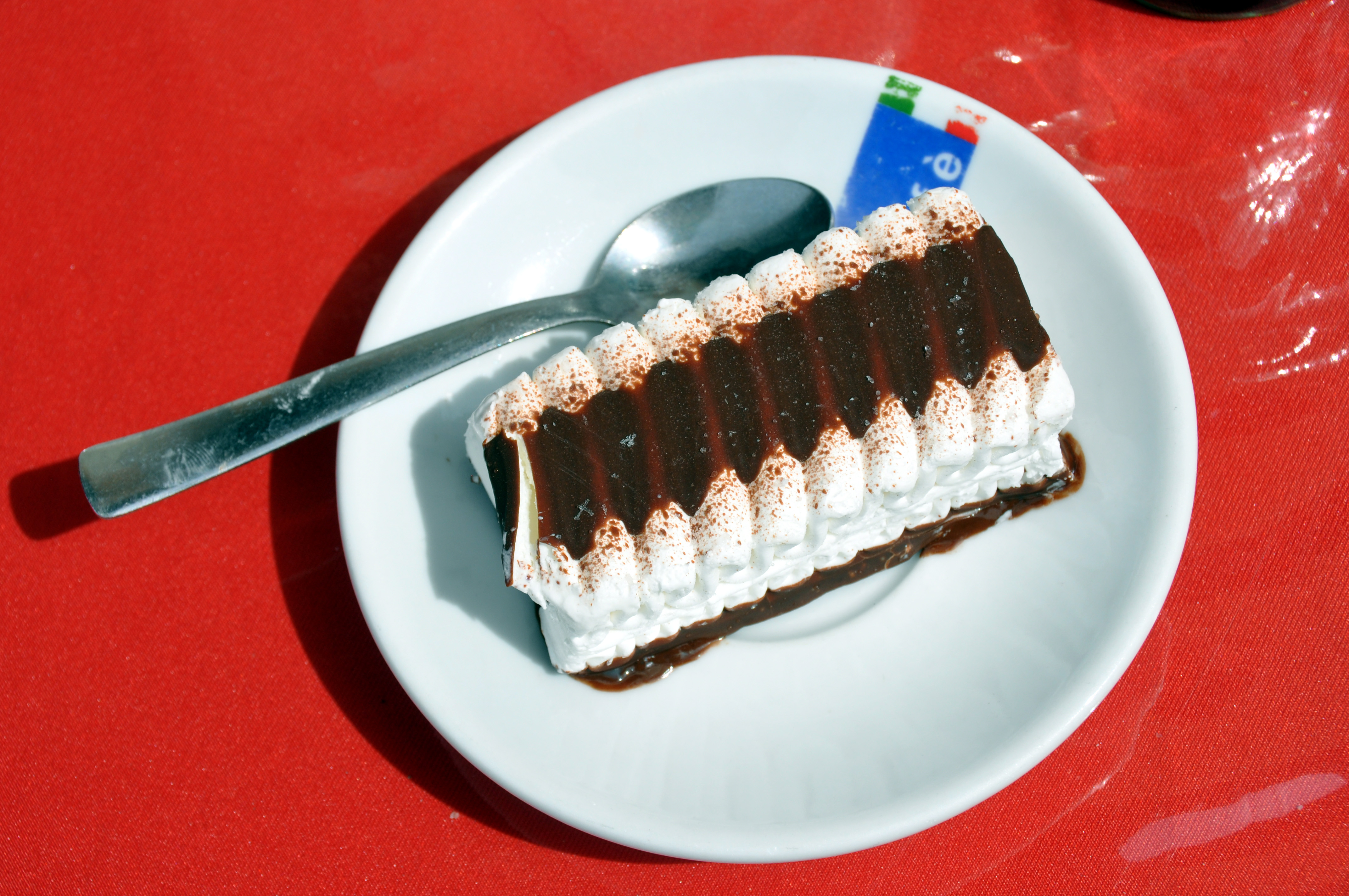
Vue globale de la confiserie glacée commercialisée sous la marque Viennetta.

## Commercialisation
Lancé à l'origine en tant que dessert à partager en plusieurs portions dans les fast-foods KFC et Pizza Hut, Unilever, propriétaire de Wall's, s'est mis à fabriquer de nombreuses variantes de saveurs et de tailles.    
La marque Viennetta n’est plus commercialisée au Canada et est très peu représentée aux États-Unis. Elle est remplacée en Australie et en Nouvelle-Zélande par la marque Streets. Elle est commercialisée en Italie dans tous les supermarchés, ainsi qu'en Allemagne et en Autriche. En France, elle fut commercialisée sous la marque Motta, avant d'être vendue par Miko et au Japon par Morinaga. 
En Espagne, la marque Viennetta a d'abord été commercialisée sous la marque Comtessa en raison d'un conflit de propriété intellectuelle. La dénomination « viennetta » a été adoptée dans les années 1990.